# Węgorzyk ciernisty
Węgorzyk ciernisty długonos ciernisty (Macrognathus aculeatus) – gatunek słodkowodnej ryby z rodziny długonosowatych, czasami nazywany ostronosem. Bywa hodowany w akwariach. W Europie pojawił się już na początku XX wieku w roku 1912.

## Występowanie
Występuje zarówno w wodach słodkich jak i lekko zasolonych. Spotykany w Azji Południowej (Indie, Bangladesz), na Dalekim Wschodzie (Chiny, w dorzeczu rzeki Jangcy, na Półwyspie Indochińskim (Wietnam, Laos, Tajlandia) w dorzeczu rzeki Mekong, na Półwyspie Malajskim, w Indonezji (Sumatra, Borneo, Jawa), w Archipelagu Malajskim w grupie wysp Moluki. Spotykany na Półwyspie Koreańskim i na Tajwanie.

## Opis
Ciało wydłużone (węgorzowate) barwy brązowej. Przez ciało przebiega marmurkowy deseń. Brzuch jaśniejszy. Na płetwie grzbietowej, która występuje w tylnej części grzbietu występują plamy w ilości do 10 sztuk. 
Prowadzi nocny tryb życia, nie jest agresywna wobec ryb zamieszkujących ten sam zbiornik. W dzień lubi "leniuchować" (zagrzebywać się) w piasku. Dorasta do 35-38 cm długości. 

## Dymorfizm płciowy
Płeć trudna do rozróżnienia. Samica jest większa od samca, w okresie tarła posiada bardziej zaokrąglony brzuch.

## Warunki w akwarium
| Zalecane warunki w akwarium | Zalecane warunki w akwarium                                                  |
| --------------------------- | ---------------------------------------------------------------------------- |
| Zbiornik                    | duży                                                                         |
| Temperatura wody            | 22–28°C                                                                      |
| Twardość wody               | miękka do średnio miękkiej - do 15°n                                         |
| Skala pH                    | 6,5 - 7,5                                                                    |
| pokarm                      | wyłącznie mięsny, np. ochotka, wodzień, rurecznik pokarm suchy pobiera z dna |
| Uwagi                       | wymaga okresowej wymiany wody, oraz cyklicznego czyszczenia podłoża          |

Rybę trzeba trzymać w akwarium z przykryciem, wodą z dodatkiem soli (ok. 2 łyżeczki/10 l),  oraz dobrą filtracją. Akwarium powinno posiadać piasek lub drobny żwirek oraz wiele kryjówek z korzeni, kamieni czy łupin np. kokosa.  

## Tarło
Do tarła ryba jest gotowa gdy osiągnie ok. 15 cm długości.